# Station Częstochowa Wyczerpy
Station Częstochowa Wyczerpy is een spoorwegstation in de Poolse plaats Częstochowa.